# Accord de quarte et sixte
En harmonie tonale, il existe deux types d'accords de quarte et sixte : le deuxième renversement d'un accord de trois notes, dans le cas d'un passage ou d'une broderie, ou alors l'accord de quarte et sixte cadentiel, dont la basse est la fondamentale, agrémentée des mouvements mélodiques que sont la quarte et la sixte: appogiatures, broderies, retards etc. L'accord de quarte et sixte en tant que deuxième renversement est composé d'une basse — la quinte de la fondamentale —, d'une quarte — la fondamentale — et d'une sixte — la tierce de la fondamentale.

## Généralités
- L'accord de quarte et sixte se chiffre : « 4 » et « 6 ».

Le deuxième renversement de l'accord de quinte diminuée situé sur le IIe degré du mode mineur, plus précisément appelé « accord de quarte augmentée et sixte », se chiffre de la même façon que les deux premières espèces.
- Dans l'accord de quarte et sixte, la quarte située entre basse et fondamentale se caractérise par une sonorité un peu dure, quoique brillante, et par une certaine instabilité. C'est qu'en effet, cette quarte doit être assimilée ici à un intervalle dissonant, exigeant préparation et résolution.

Cette remarque concerne surtout la quarte juste, donc, le deuxième renversement d'un accord parfait. Comme nous le verrons plus loin en effet, la réalisation du deuxième renversement de l'accord diminué placé sur le IIe degré du mode mineur est beaucoup plus souple.
- La préparation est en général réalisée de la manière suivante : l'un des pôles de la quarte est note réelle de l'accord précédent, l'autre procède par mouvement conjoint. La basse et la partie produisant la quarte, sont donc situées à une distance de tierce ou de quinte, ceci, à la fois dans l'accord précédent, et dans le suivant. Ainsi :

- Tout accord de quarte et sixte doit être complet, même à trois parties. Le contraire produirait ici encore, une imprécision tonale.

- Le rôle de l'accord de quarte et sixte est différent selon qu'il se trouve sur un temps fort ou un temps faible. Sur temps fort, on distingue, d'une part, la quarte et sixte de cadence, d'autre part, la quarte et sixte du IVe degré ainsi que celle du IIe degré en mineur. Sur temps faible, la quarte et sixte de passage.

## Accord de sixte et quarte cadentielle
L'accord de sixte et quarte cadentielle est un accord de sixte et quarte employé sur la dominante — donc, comme deuxième renversement de l'accord de tonique — dans les cadences. Il est normalement enchaîné à l'accord parfait majeur construit sur le même degré (même note de basse) — donc, à l'accord fondamental de dominante. Son caractère est fortement tonal : il donne immanquablement à l'oreille l'impression d'être sur une dominante. En conséquence, on l'utilise souvent pour amener une modulation diatonique en l'intercalant entre accord préparatoire et accord de dominante.
La syncope d'harmonie est admise lorsque l'accord de quarte et sixte de cadence succède à l'accord de tonique fondamental.
- Cet accord est ordinairement placé sur temps fort — ou partie forte de temps. On peut cependant le placer sur le deuxième temps d'une mesure à trois temps à condition que l'accord fondamental de dominante lui succède sur le temps suivant — le troisième (exemple A).

- La fondamentale et la tierce de l'accord de quarte et sixte de cadence sont des notes attractives, mais seule la fondamentale a besoin d'être préparée.

### Doublures
Dans l'accord de quarte et sixte de cadence, on ne peut doubler que la basse, donc, la quinte de la fondamentale — c'est-à-dire la dominante — puisque fondamentale et tierce sont des notes attractives.
- La note doublée peut cependant être la quarte — la fondamentale, par conséquent —, ou encore, plus exceptionnellement, la sixte — la tierce de la fondamentale, par conséquent. Dans ce cas, une seule note de la doublure — la plus grave des deux de préférence — est tenue de faire la résolution, l'autre progressant par mouvement contraire.

### Préparation de la quarte
Une préparation stricte n'étant pas exigée, la quarte peut être amenée, soit par mouvement oblique (exemple A), soit par mouvement contraire (exemple B).
- Si le mouvement contraire se produit entre les parties extrêmes, le soprano doit procéder de préférence par mouvement conjoint (exemple B).

- Si elle se produit entre la basse et une partie intermédiaire, elle peut être amenée également par mouvement direct (exemple C).

- Le mouvement parallèle — deux accords de quarte et sixte consécutifs, donc — est même toléré — y compris entre parties extrêmes — dans le cas suivant : le premier accord est un accord de quarte augmentée et sixte, et les deux quartes s'enchaînent par mouvement conjoint descendant.

### Résolution de la quarte
La quarte doit être résolue par mouvement oblique : la basse reste en place — ou bien, fait un mouvement d'octave juste, ce qui équivaut à une tenue — et la tonique descend à la sensible — c'est la résolution régulière. Pendant ce temps, la tierce de l'accord descend à son tour d'un degré, et l'on obtient ainsi l'enchaînement ordinaire de l'accord de quarte et sixte de cadence sur l'accord parfait de dominante (exemples A, B et C).
- Comme nous l'avons vu, la quarte et la sixte — c'est-à-dire la fondamentale et sa tierce — de l'accord de quarte et sixte de cadence, sont toutes deux des notes attractives. Cela provient du fait que ces deux notes sont apparentées à des appoggiatures supérieures. On peut donc analyser l'accord de quarte et sixte de cadence comme un accord de dominante avec appoggiature supérieure simultanée sur sa tierce et sa quinte.

- Si au moins l'un des pôles de la quarte, soit reste en place — unisson juste ou enharmonie —, soit monte ou descend, d'un demi-ton — diatonique ou chromatique —, ou à la rigueur, d'un ton, on considère que la quarte en question fait une résolution irrégulière. Dans ce cas, l'accord de quarte et sixte de cadence fera un enchaînement exceptionnel sur un accord — autre que l'accord parfait de dominante auquel on s'attend — pouvant introduire le cas échéant une modulation (exemple D).

- Exemples :

### Rôle harmonique et tonal
L'accord de quarte et sixte de cadence peut jouer le rôle d'accord préparatoire : de manière générale, il est dans ce cas bien meilleur que l'accord fondamental ou le premier renversement du Ier degré. Mais il peut en outre s'intercaler entre tout autre accord préparatoire et l'accord de dominante. C'est ainsi qu'on peut l'utiliser dans n'importe quelle cadence contenant la dominante, autrement dit, dans toutes les cadences, sauf évidemment la cadence plagale (exemples A, B, C & D).
- Il convient de noter que dans ce cas, l'accord préparatoire — donc, celui précédant la quarte et sixte de cadence — peut être le même accord de tonique, à l'état de premier renversement, ou mieux, à l'état fondamental (exemple B).

- Lorsque l'accord de quarte et sixte de cadence s'intercale entre l'accord préparatoire et la dominante d'une cadence parfaite, on obtient une excellente succession de quatre accords, appelée cadence italienne, constituant en quelque sorte une cadence parfaite amplifiée. La cadence italienne, qui contient tous les degrés de la tonalité, est constituée d'un accord préparatoire — IVe ou IIe degré le plus souvent —, de la quarte et sixte de cadence — Ier degré à l'état de 2e renversement —, du Ve puis du Ier degrés fondamentaux (exemple A).

- En dépit de l'étagement des notes qui correspond au deuxième renversement de l'accord de tonique, la quarte, dissonance, est davantage perçue comme note étrangère appelant une résolution que comme fondamentale. De nombreux théoriciens considèrent donc l'accord de quarte et sixte non comme un accord en soi, mais plutôt une ornementation de la dominante (la sixte devenant à son tour note étrangère : note de passage, appoggiature, retard, etc.) Dans cet esprit, le rôle de l'accord de quarte et sixte sur la dominante peut être considéré comme une amplification de la fonction de dominante plutôt que comme un second renversement de l'accord de tonique.

- Exemples :

## Autres accords de quarte et sixte sur temps forts
En position stratégique, et outre la quarte et sixte de cadence, on trouve le deuxième renversement d'un accord de trois notes, soit sur le IVe degré des deux modes, soit sur le IIe degré du mode mineur.

### Accord de quarte et sixte du quatrième degré
L'accord de quarte et sixte du IVe degré a pour fonction de produire l'accord de Ier degré. Employé de préférence en majeur, il suit les mêmes règles de doublure, préparation et résolution que la quarte et sixte de cadence a laquelle il est apparenté.
- Exemples :

### Accord de quarte et sixte du deuxième degré en mineur
L'accord de quarte et sixte du deuxième degré en mineur, plus précisément appelé accord de quarte augmentée et sixte, est très utilisé comme accord préparatoire. Il peut être employé indifféremment sur temps fort ou sur temps faible — comme accord de passage.
- Du point de vue des doublures, nous savons que la quinte de cet accord, note attractive parce que quinte diminuée, ne peut être doublée. On doublera par conséquent la fondamentale (exemples A & B) ou la tierce (exemple C).

- La préparation de l'accord de quarte augmentée et sixte est plus simple que celle des autres accords de quarte et sixte : en effet, la quarte de la basse n'étant pas une quarte juste, celle-ci peut être librement amenée par mouvement contraire ou direct. C'est ainsi que cet accord pourra succéder à un autre accord de quarte et sixte, à condition que les deux quartes s'enchaînent par mouvement parallèle ascendant et conjoint (exemple B).

- La résolution de l'accord de quarte augmentée et sixte est également plus simple que celle des autres accords de quarte et sixte : dans cet accord en effet, seule la basse, note attractive, est tenue de descendre au Ve degré, le mouvement des autres notes étant libre (exemple A). C'est ainsi que cet accord peut produire l'accord de quarte et sixte de cadence, à condition que les deux quartes s'enchaînent par mouvement parallèle descendant et conjoint : dans ce cas, l'accord de quarte augmentée et sixte est plus souvent employé comme accord préparatoire (exemple C).

- Exemples :

## Accord de quarte et sixte de passage
Un accord de quarte et sixte de passage est un accord de quarte et sixte employé comme un accord de passage. Ainsi placé sur temps faible, il perd sa force tonale, et n'a plus pour fonction d'annoncer une cadence : on peut alors l'utiliser comme deuxième renversement de n'importe quel degré — qui ne soit pas un mauvais degré —, pourvu que la quarte soit préparée et résolue conformément aux règles énoncées ci-dessous.

### Doublures
Dans l'accord de quarte et sixte de passage, on double le plus souvent la basse, donc, la quinte de la fondamentale (exemples A, D, E et F), sauf en ce qui concerne l'accord de quarte augmentée et sixte du IIe degré du mode mineur.
- La doublure de la quarte — la fondamentale — est cependant possible ; dans ce cas, les deux notes sont entendues dans l'accord précédent, et progressent vers l'accord suivant par mouvement oblique (exemple B). Une telle doublure est excellente lorsque celle-ci reste en place depuis l'accord précédent jusqu'à l'accord suivant (exemple C).

### Préparation de la quarte
L'intervalle de quarte doit être préparé par mouvement oblique et conjoint : il convient donc de faire entendre à la même place l'un de ses pôles dans l'accord précédent, pendant que l'autre se déplace sur un degré voisin.
Rappelons que ce type de préparation ne concerne que la quarte juste, celle de l'accord de quarte augmentée et sixte pouvant être amenée par mouvement contraire ou direct.

### Résolution de la quarte
L'intervalle de quarte doit également être résolu par mouvement oblique et conjoint : l'un des deux pôles de la quarte reste en place — ou fait un saut d'octave juste —, l'autre se déplace sur un degré voisin, l'intervalle de quarte se transformant ainsi en intervalle consonant, tierce ou quinte.
Rappelons également que dans l'accord de quarte augmentée et sixte du IIe degré du mode mineur, seule la basse, note attractive, est tenue de descendre au Ve degré, le mouvement des autres notes étant libre.
- Le plus souvent, les trois accords concernés — l'accord de quarte et sixte de passage, ainsi que les accords précédent et suivant — s'enchaînent de la manière suivante : les trois notes de basse se succèdent par mouvement conjoint de même sens, pendant que la quarte reste en place. C'est ainsi que l'accord de quarte et sixte de passage est la plupart du temps précédé et suivi, soit de deux accords parfaits (exemples A et B), soit de deux états d'un même accord, l'un, fondamental, l'autre, à l'état de premier renversement (exemples C et D).

- Parfois, c'est la basse qui est tenue pendant la durée des trois accords consécutifs, pendant que la partie qui a la quarte, monte et redescend conjointement : un tel accord est appelé quarte et sixte de broderie ; il est le plus souvent utilisé comme 2e renversement du Ier ou du IVe degré (exemple E).

- Tout comme la quarte et sixte de cadence, la quarte et sixte de passage peut faire une résolution irrégulière (exemple F).

- En ce qui concerne le Ve degré, l'enchaînement ordinaire de la quarte et sixte de passage ne pose pas de difficulté particulière, dès lors que l'on respecte le mouvement obligé ascendant de sa tierce — la sensible.

- Exemples :